# Вангерсхайм
Ва́нгерсхайм (Вангерсгейм; нем. Wangersheim) — дворянский род.

## Происхождение и история рода
Первым представителем рода является Георг фон Вангерсен (Georg von Wangersen), который в 1611-1654 годах был Таллинским ратманом и бургомистром. В 1634 году Георг получил от короля Швеции Густава II Адольфа дворянский титул и фамилию Вангерсхайм.
Вангерсхаймам принадлежала мыза Аа в Эстонии.

## Описание герба
В голубом поле красная птица, золотом вооруженная, сидящая на зеленой земле и держащая в клюве золотое кольцо.
Щит увенчан дворянским шлемом с золотым бурелетом с голубым и красным витками. Нашлемник — красная птица, золотом вооруженная, держащая в клюве золотое кольцо. Намет пересеченный голубым по красному, подложен золотом.